# Insoo Kim Berg
Insoo Kim Berg (ur. 25 czerwca 1934, zm. 10 stycznia 2007) – praktykująca w USA psychoterapeutka, superwizor, trener, wykładowca i konsultant w zakresie psychoterapii, coachingu i doradztwa, z pochodzenia Koreanka. Była jednym z twórców nowego kierunku w psychoterapii – Terapii Krótkoterminowej Skoncentrowanej na Rozwiązaniu, a także pochodnego do niej Podejścia Skoncentrowanego na Rozwiązaniu.

## Życiorys
Insoo urodziła się w 1934 w Korei, która wchodziła wtedy w skład Cesarstwa Japonii. Rodzina Kim prowadziła firmę farmaceutyczną w Korei. Insoo ukończyła studia w zakresie farmacji w Ewha Woman's University w Seulu, w Korei Południowej. W 1957 wyjechała do USA, gdzie podjęła dalszą naukę na wydziale farmacji University of Wisconsin w Milwaukee, ukończoną ze stopniem początkowo Bachelor of Science a następnie Master of Science w zakresie pracy socjalnej (MSSW). Próbowała początkowo wiązać swoją karierę z przemysłem farmaceutycznym, następnie – dzięki wykształceniu w zakresie nauk medycznych – w szkolnictwie medycznym; publikowała także badania dotyczące nowotworów żołądka. Insoo ukończyła studia podyplomowe w Family Institute of Chicago, the Menninger Foundation, a następnie przeniosła się do Palo Alto, aby uczyć się i współpracować z zespołem Mental Research Institute (MRI). Tutaj znalazła się pod wpływem Johna Weaklanda, późniejszego przyjaciela Insoo i jej męża Steve`a de Shazer`a. Po kilku latach przeniosła się razem ze Steve'em do Milwaukee. Wspólnie ze Steve'em i innymi współpracownikami Kim Berg opracowała nowy model użyteczny w psychoterapii i coachingu - Terapię Krótkoterminową Skoncentrowaną na Rozwiązaniu. Współpraca z Milwaukee Family Services rozpoczęła nowy rozdział w jej drodze zawodowej. Była członkiem i superwizorem z listy American Association for Marriage and Family Therapy (AAMFT), a także Wisconsin Association for Marriage and Family Therapy, the National Association of Social Workers i European Brief Therapy Association. Była jednym z inicjatorów powstania amerykańskiego odpowiednika EBTA - Solution Focused Brief Therapy Association. Umierając, pozostawiła córkę, Sarah Berg.

## The Brief Family Therapy Center (BFTC)
Brief Family Therapy Center (polskie tłumaczenia Centrum Krótkoterminowej Terapii Rodzin) założone zostało w 1978 przez Insoo Kim Berg i jej męża oraz współpracownika Steve`a de Shazer`a w Milwaukee w USA. Placówka miała charakter terapeutyczny, szkoleniowy i badawczy. Przez zespół BFTC przewinęło się wiele osób znanych współcześnie w terapii krótkoterminowej: Wally Gingerich, Scott Miller, Gale Miller, Eve Lipchik, John Walter, a także Yvonne Dolan, Peter DeJong, Brian Cade i inni.
Praca tego zespołu miała duży wpływ na praktykę praktyków w obszarach psychoterapii krótkoterminowej, konsultingu (doradztwie), superwizji i coachingu, zwłaszcza w zakresie wydobywania i używania w pomagania istniejących zasobów klienta oraz budowania motywacji do zmiany.
BFTC zakończyło swoje prace w 2007 roku, a wszelkie prawa do publikacji instytutu przekazane zostały przez rodzinę Insoo na rzecz Solution Focused Brief Therapy Association, północnoamerykańskiego stowarzyszenia terapeutów pracujących w podejściu skoncentrowanym na rozwiązaniu.